# Лахно Володимир Олексійович
Володимир Олексійович Лахно (18 серпня 1925 — ?) — український радянський діяч, новатор виробництва, майстер сталеплавильного цеху Запорізького електрометалургійного заводу «Дніпроспецсталь» Запорізької області. Депутат Верховної Ради УРСР 5-го скликання.

## Біографія
З кінця 1940-х років — майстер сталеплавильного цеху № 2 Запорізького електрометалургійного заводу «Дніпроспецсталь» імені Кузьміна Запорізької області. Металург-новатор.
Член КПРС.
Потім — на пенсії у місті Запоріжжі Запорізької області.

## Нагороди
- ордени
- медалі
- лауреат Сталінської премії ІІ ст. в галузі металургії (1951) — за розробку і впровадження нової технології виробництва електросталі.